# Bombardier (entreprise)
Pour les articles homonymes, voir Bombardier.
Bombardier Inc. est une entreprise multinationale canadienne dont le siège social est situé à Montréal, au Québec (Canada). Depuis 2021, l'entreprise est recentrée sur les avions d'affaires. 
Avant une série de reventes, elle était présente dans la construction aéronautique (avions régionaux, avions d'affaires, etc. via sa filiale Bombardier Aéronautique), dans la construction ferroviaire (Bombardier Transport), dans les services financiers (Bombardier Capital) et son activité la plus ancienne est dans le secteur récréatif (fabrication de divers véhicules de loisirs : motoneiges, motomarines, hors-bord, etc.).

## Historique

### Origine

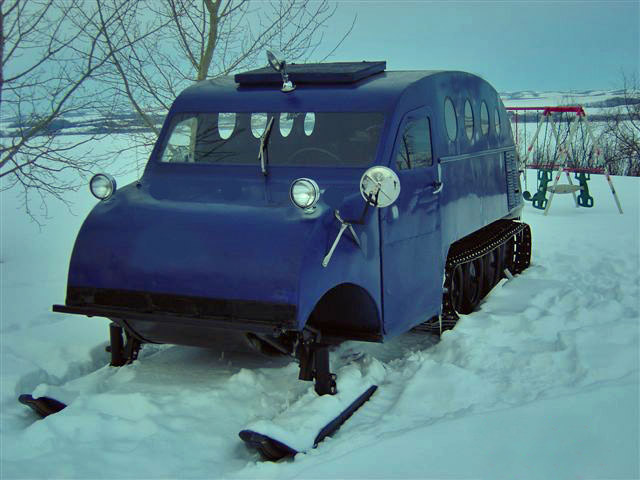
Autoneige Bombardier B12.

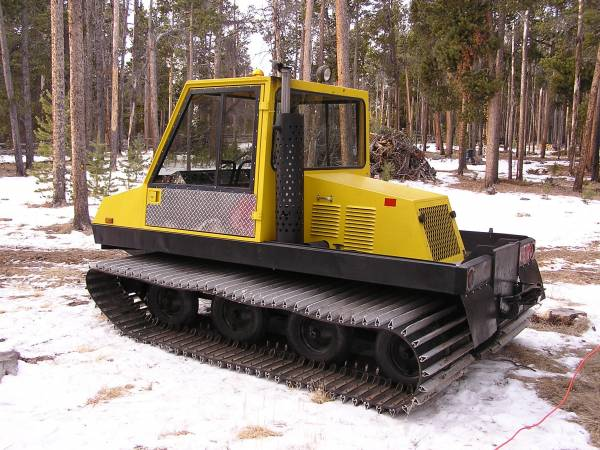
Dameuse BR100+.

Joseph-Armand Bombardier, de Valcourt au Québec, eut l'ambition de faire de l'hiver une saison où il serait aussi facile de se déplacer que pendant les trois autres saisons. Il possède le garage Bombardier où il travaille depuis longtemps sur des prototypes de véhicules capables de circuler dans la neige. Finalement, il développe un véhicule à chenilles et durant l'hiver 1936-1937,, il vend ses premières autoneiges B7 (B pour Bombardier et 7 pour sept passagers). Devant le succès de son produit, il décide de fonder une société qui produira ces véhicules à grande échelle. La société fut originellement créée sous le nom de « L'Auto-Neige Bombardier Limitée » le 10 juillet 1942.
L'autoneige B12 de 1941 fut produite en diverses versions jusqu'en 1982. Bombardier participa à la Seconde Guerre mondiale en produisant des versions militaires de ses autoneiges. Bombardier diversifie sa production après 1948 avec divers véhicules spécialisés dans le secteur forestier, le damage des pistes de ski, etc. Bombardier développe également la première motoneige moderne. Le 24 février 1967, la compagnie devient Bombardier Limitée et elle est inscrite aux bourses de Montréal et Toronto dès le 23 janvier 1969.

### Développement
Déjà en 1970, Bombardier achetait la compagnie autrichienne Rotax, un fabricant de moteurs ainsi que de voitures de tramways. Cet achat avait pour but une intégration de la production de son meilleur vendeur. Ce fut également l'occasion de s'introduire par la bande dans le domaine ferroviaire. En 1972, Bombardier se diversifie dans les activités financières avec la création des filiales Crédit Bombardier Ltée, au Canada, et Bombardier Credit Inc., aux États-Unis. Cette diversification a pour but de promouvoir la vente de ses produits.

#### Ferroviaire

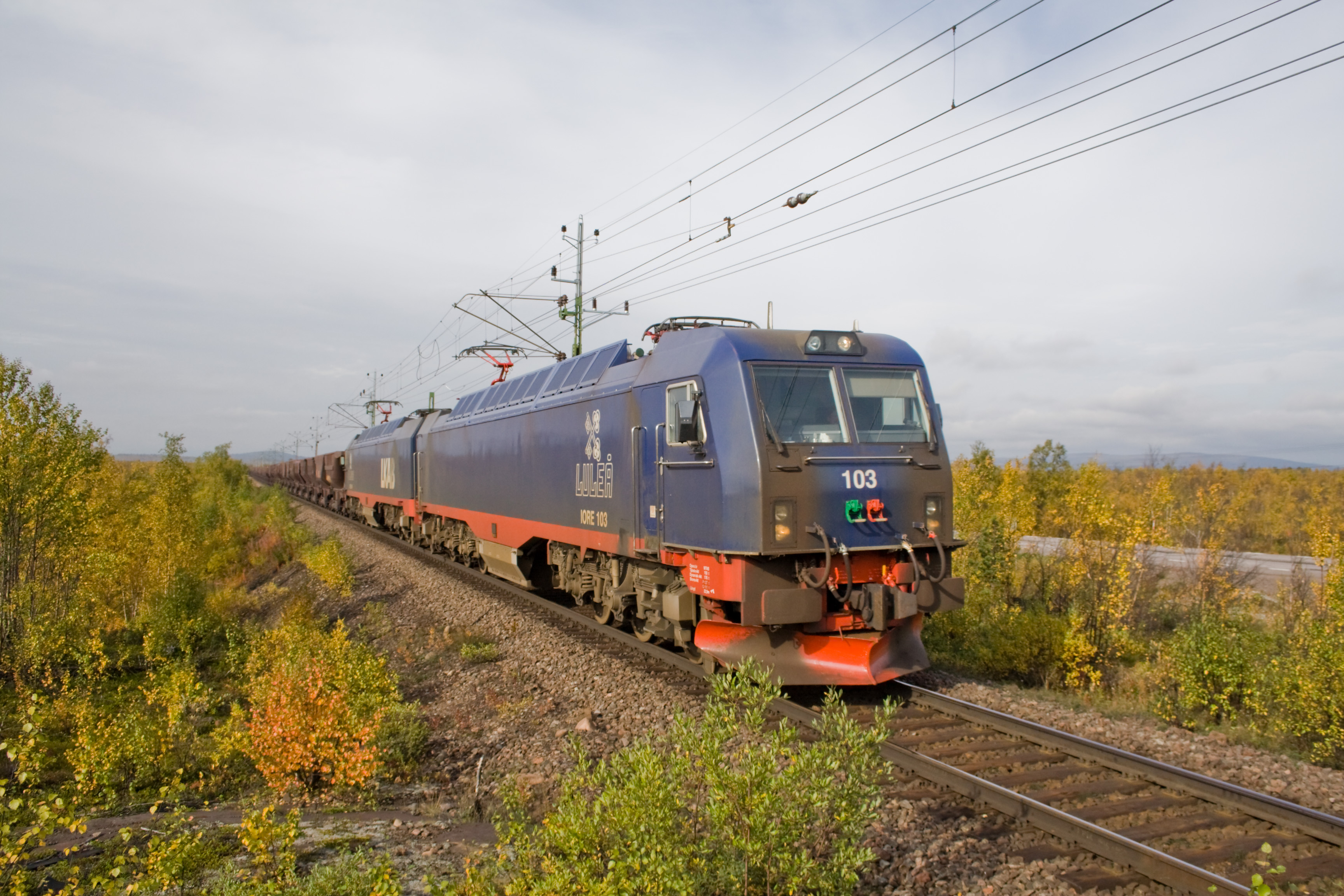
Une locomotive IORE en tête d'un train.

Bombardier entre ainsi dans le secteur ferroviaire en 1974 en remportant un contrat de fourniture de voitures pour le métro de Montréal. Il acquiert par la suite plusieurs sociétés de construction ferroviaire, notamment : BN en Belgique en 1988 qui lui ouvre le marché européen, ANF-Industries en France en 1989, Constructora Nacional de Carros de Ferrocarril au Mexique et UTDC au Canada en 1992, et en Allemagne Waggonfabrik Talbot GmbH en 1995 et Deutsche Waggonbau AG en 1998.
En 1998, Bombardier s'implante en Chine par le biais d'une coentreprise, Sifang Locomotive & Rolling Stock Works, de Qingdao pour la fabrication de voitures à voyageurs pour le marché chinois. En rachetant Adtranz au groupe DaimlerChrysler en mai 2001, Bombardier devient le premier constructeur mondial de matériel roulant ferroviaire.
En 2006, Bombardier et la SNCF signent un contrat pour la fourniture de près de 330 NAT (Nouvelle Automotrice Transilien ou Z 50000) sur les réseaux de Paris Nord, Paris Saint-Lazare et Paris Est afin de remplacer les rames inox à l'origine de la vétusté de certaines lignes de banlieue. La première de ces 330 automotrices a été livrée sur le réseau de Paris Nord le 12 décembre 2009 pour être mise en service entre Luzarches et Paris Nord.

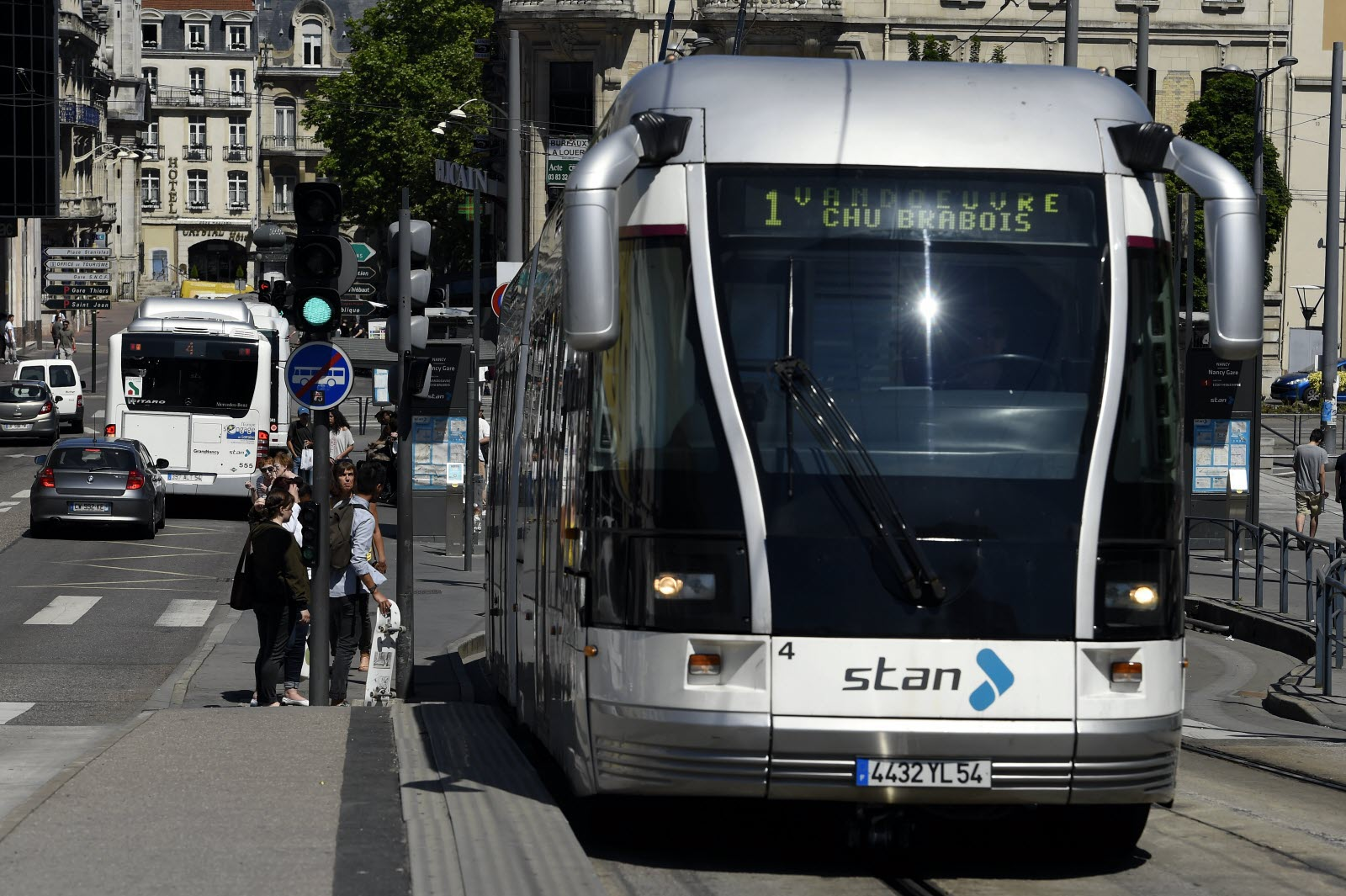
Bombardier TVR, ancien tramway de la ville de Nancy de 2000 à 2023.

À l'avenir, ces automotrices remplaceront également les rames tractées VB2 Duplex.
Durant l'année 2020, Alstom planifie le rachat de Bombardier Transport, ce rachat permettant à Bombardier d'éponger une partie de ses dettes et Alstom de devenir un acteur de poids dans l'industrie ferroviaire. 
Depuis le 29 janvier 2021, Bombardier Transport est racheté et intégré à Alstom. À terme Bombardier Transport sera complètement intégré à Alstom : les produits Bombardier Transport seront estampillés Alstom, le PDG d'Alstom expliquant qu'il n'est pas possible de « proposer deux trains lorsqu’il y a un appel d’offres ».

#### Aéronautique
Bombardier est entré dans le secteur aéronautique en rachetant la société Canadair le 23 décembre 1986. Trois ans plus tard, soit en mars 1989, Bombardier donne le feu vert à un programme qui marque un virage dans son histoire : le programme du Regional Jet portant sur la mise au point d'un avion de ligne à réaction de 50 places conçu pour le transport régional : ce sont les Bombardier CRJ. L'appareil reçut l'homologation de type canadienne le 31 juillet 1992.
En 1989, Bombardier acquiert la société Short Brother PLC en Irlande du Nord à Belfast, puis, en juin 1990, prend possession de Learjet Corporation constructeur des célèbres avions Learjet (américains). En 1992, c'est l'achat de la société canadienne De Havilland Canada située à Toronto en Ontario.

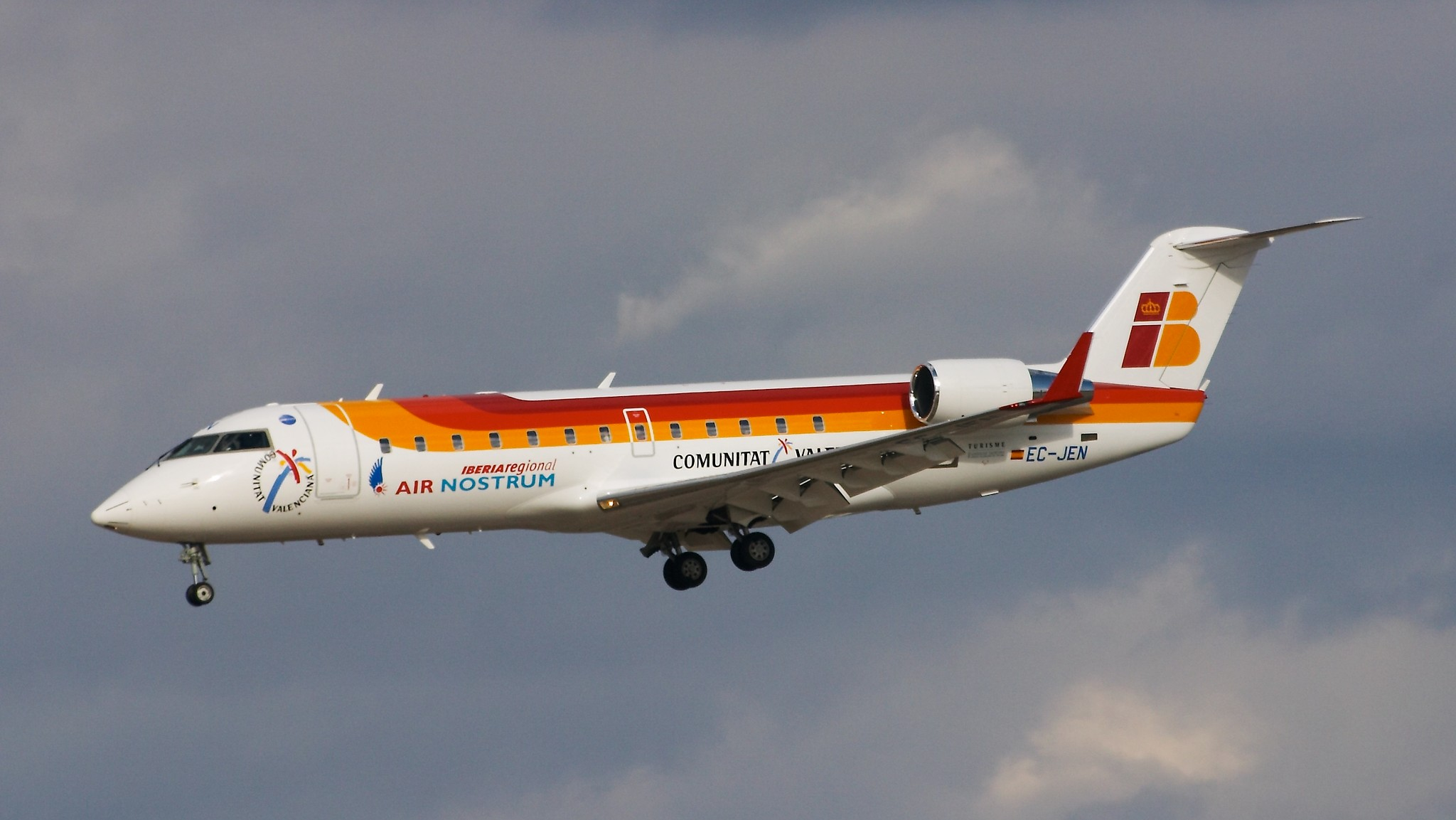
CRJ 200ER.
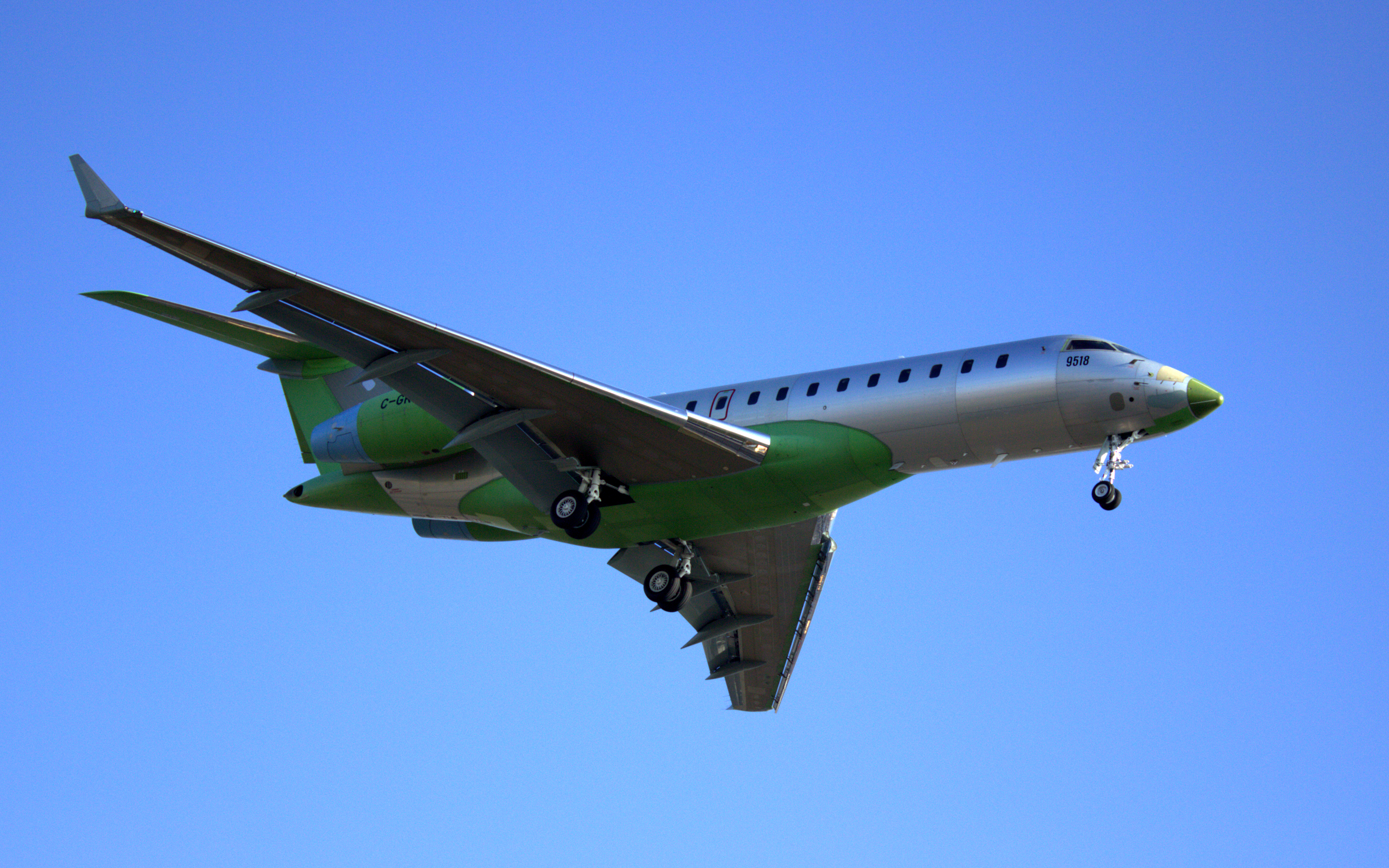
Bombardier Global 6000 qui atterrit à l’aéroport de Montréal.
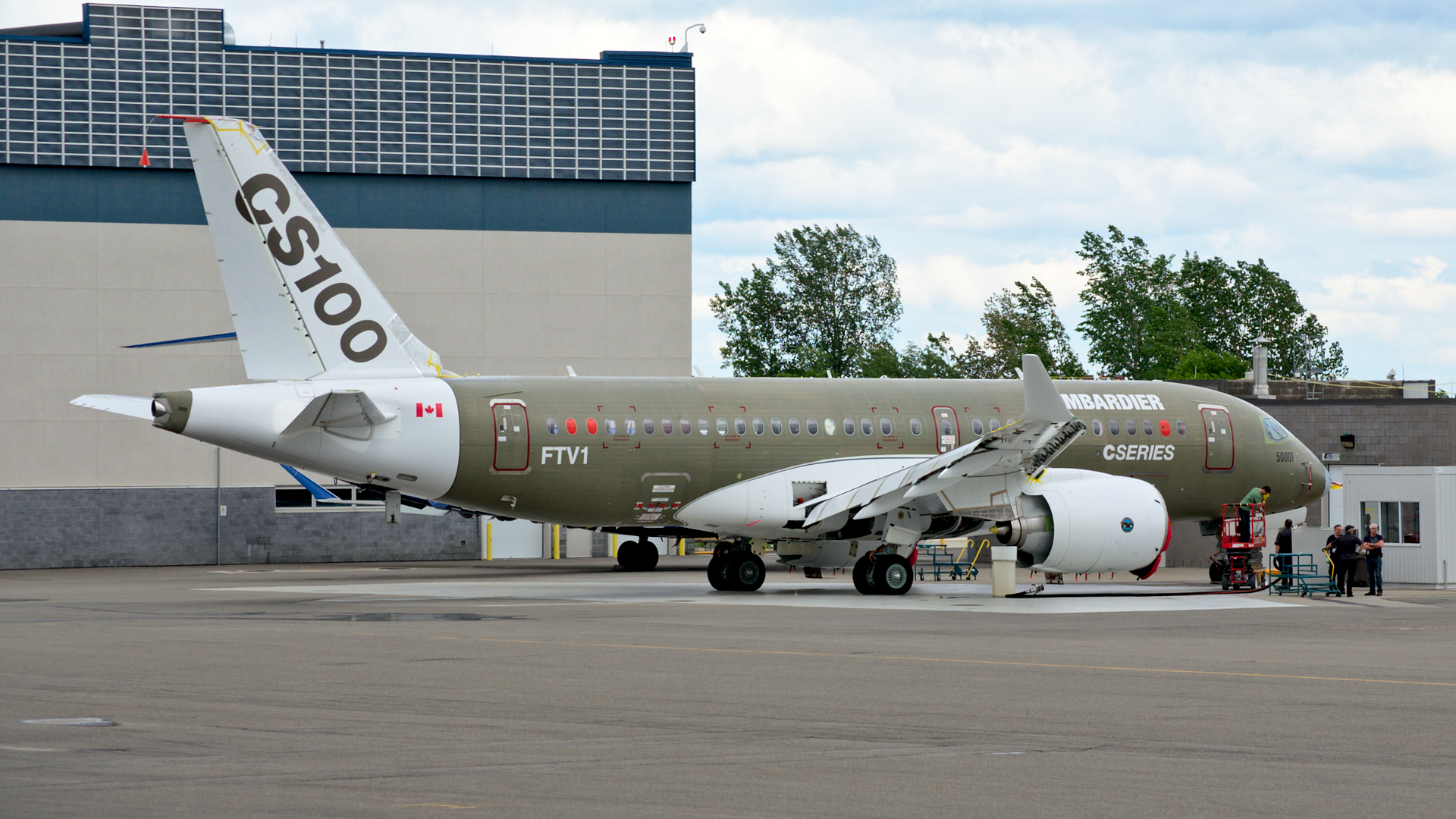
Véhicule d'essais en vol Bombardier CSeries CS100 (FTV-1) à Mirabel.

#### Services financiers
Bombardier Capital (BC) fut créé en 1973 pour offrir auprès de ses clients des services de financement d'achat, de prêt-bail et de gérance de flottes,. Son siège social original était à Colchester (Vermont), États-Unis, pour desservir les deux Amériques. Le siège social a été transféré à Jacksonville (Floride) à partir de 1997. Après les événements du 11 septembre 2001, Bombardier Capital a vu ses activés être restreintes et Bombardier Inc. s'est graduellement départi de ses intérêts dans le secteur,. En mai 2005, les stocks financiers de Bombardier Capital ont été vendus à GE Commercial Finance. En novembre de la même année, Bombardier a vendu ses opérations dans le domaine des maisons usinées à Green Tree Servicing LLC. Depuis 2006, Bombardier Inc. se défait graduellement des actifs restants et ne prend plus de nouveaux clients.

### Années 2000
À la suite des problèmes causés au secteur aéronautique par les attentats du 11 septembre 2001, Bombardier éprouve des difficultés financières et doit se réorganiser. En décembre 2003, il abandonne le secteur des véhicules de loisirs, qui était à l'origine de la société, en vendant cette activité pour 960 millions $ à un consortium composé de Bain Capital, des membres de la famille Bombardier ainsi que de la Caisse de dépôt et placement du Québec. L'activité cédée comprend notamment les motoneiges Ski-Doo et les moteurs hors-bord Johnson et Evinrude. Elle forme la nouvelle société Bombardier Produits récréatifs.
La partie aéronautique commence à refaire des profits en 2006.
Le secteur ferroviaire est demeuré solide, mais doit faire face à une certaine surproduction en Europe. Le groupe Bombardier met au point un plan de restructuration incluant la fermeture de certaines usines dans cette région, mais se heurte aux lois assez contraignantes dans ce domaine.

#### Ferroviaires

##### Train Acela
La réputation de Bombardier a été temporairement ternie dans l'est des États-Unis par la mauvaise qualité de fabrication de certaines composantes du train Acela à grande vitesse commandé par Amtrak. En août 2002, peu après son entrée en service, l'Acela Express fut mis hors-service quand on trouva que les attaches des amortisseurs de certains bogies avaient des fissures. Le remplacement des attaches fautives et un programme d'inspections plus fréquentes permirent la remise en service. Depuis ce temps, la conception des attaches et des amortisseurs a été modifié pour les rendre plus sûres. Le 15 avril 2005, les trains Acela ont cessé de circuler pendant plusieurs mois, à cause de fêlures découvertes dans les disques des freins. Les trains Metroliner, que l’Acela remplace, comblèrent le vide. Le consortium Bombardier-Alstom remplaça les disques selon la garantie et un service restreint reprit en juillet avec les rames ayant été mises à niveau. Le 21 septembre, Amtrak annonça la reprise totale du service.

##### Métro de Montréal

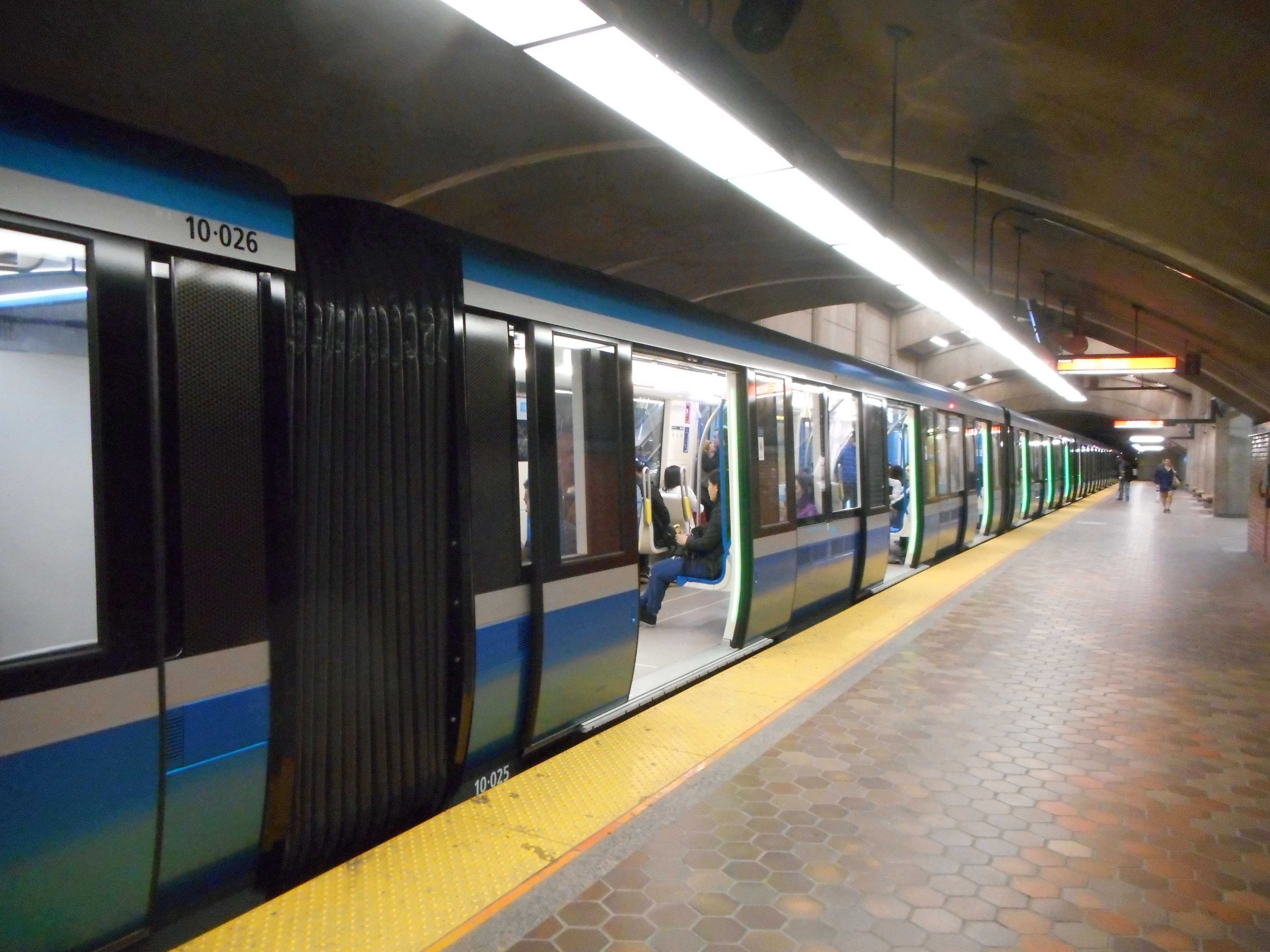
MPM-10 du métro de Montréal.

En avril 2006, un contrat évalué à environ 1,2 milliard de dollars canadiens pour renouveler environ trois cents voitures (MPM-10) du métro de Montréal, devient disponible. Deux des sociétés qui ont le potentiel pour remplir ce contrat sont Bombardier Transport et la française Alstom. Comme le matériel doit être remplacé le plus tôt possible, le gouvernement du Québec a décidé de ne pas faire d'appel d'offres pour accélérer la livraison. De plus, Bombardier est le seul soumissionnaire ayant des installations au Canada pour ce genre de travail. Le gouvernement a donc autorisé Bombardier Transport à être le seul à discuter avec la Société de transport de Montréal en vue d'un contrat de gré à gré pour le renouvellement,. Alstom a contre-attaqué en demandant à la Cour supérieure du Québec de se pencher sur le sujet et a requis le 11 mai 2007 une injonction pour faire cesser les discussions entre Bombardier et l'opérateur du Métro (STM) afin de ne pas rendre son action en cour caduque. Un juge a entendu la demande en septembre 2007 et a rendu une décision en faveur de Alstom en janvier 2008. Le 6 février 2008, le ministre du développement économique du Québec, Raymond Bachand, a déclaré que le gouvernement du Québec ne ferait pas appel de la décision de la Cour supérieure et a décidé d'aller en appel d'offres afin de ne pas retarder la livraison.

##### Métro de Chicago
Le 28 juillet 2006, elle obtient un contrat de 577 millions de dollars américains pour la construction de voitures de métro destinées à la ville de Chicago.

##### Métro de New York
Bombardier est également connu pour avoir fourni des voitures pour le renouvellement du matériel roulant du Métro de New York de 1984 à 2003 et doit en livrer à nouveau pour 2014.
Trains de la SNCF
À la suite d'un appel d'offres, le 25 octobre 2006, Bombardier Transport signe un contrat de 2,7 milliards d'euros avec la SNCF pour le remplacement de ses anciennes rames "Transilien" (Trains Île-de-France) portant sur une commande de 372 rames qui circuleront sur les réseaux Paris-Nord, Paris-Est et Paris-Saint-Lazare à partir de décembre 2009. Ce matériel sera construit dans l'usine ex-ANF de Crespin (département du Nord, France). Cette décision a suscité une polémique en France, car Bombardier était accusé par Alstom d'être favorisé sur son marché local pour ainsi pouvoir vendre moins cher sur les marchés étrangers. Il semble qu'en octroyant une part du contrat des rames de l'Île-de-France à Alstom, Bombardier a apaisé ce conflit.

#### Aéronautique

##### 2008: C Series

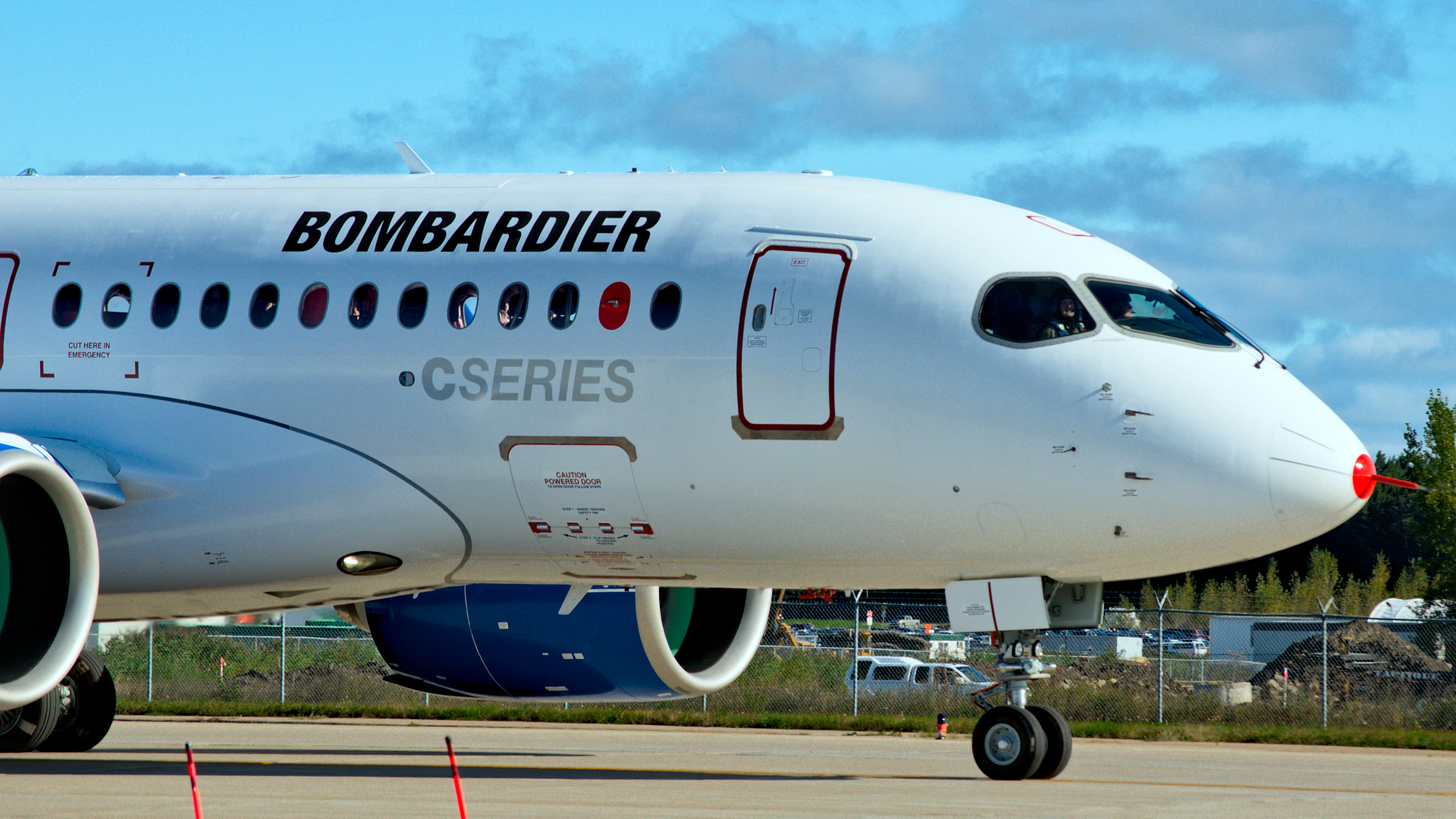
Bombardier CS100.

Après des années de suspens et d'hésitation, Bombardier Aéronautique a annoncé le 13 juillet 2008, au Salon aéronautique de Farnborough, que les avions de la C Series verraient le jour et que l'assemblage final des appareils se ferait à Mirabel au Québec, le fuselage de l'appareil sera construit en Chine, tandis que ses installations de Belfast, en Irlande du Nord, se chargeront des ailes. L'usine Canadair de Bombardier de l'arrondissement Saint-Laurent, à Montréal, construira le fuselage arrière et le poste de pilotage. L’entrée en service était prévue en 2013 mais a été retardé en 2016. La valeur approximative de chaque avion est de 46,7 millions $US. L'investissement total sera de 2,6 milliards $Can dans la mise au point dont un tiers proviendra de Bombardier, un tiers des fournisseurs et un tiers des gouvernements. Les retombées au Québec seront de 1 000 emplois d'ici 2013 et de 3 500 au maximum de la production vers 2017.
Depuis l’annonce du programme d’avions C Series au salon aéronautique de Farnborough en 2008, Bombardier a reçu des commandes fermes de Deutsche Lufthansa AG, du Lease Corporation International Group et de Republic Airways, totalisant 33 CS100 et 57 CS300. De plus, des options ont été prises sur un total de 90 autres avions C Series. Au 19 juillet 2010, 50 pour cent des commandes nettes dans le segment de marché des avions de 100 à 149 places au cours des deux dernières années.

### Années 2010: difficultés financières
Au début de février 2009, Bombardier a décidé de supprimer 1 360 emplois. Au début d'avril 2009, à cause de l'instabilité des marchés et malgré des profits records pour l'exercice 2008-2009, Bombardier a annoncé la suppression de 3 000 emplois supplémentaires dans sa division aérospatiale.
Le 15 janvier 2015, Bombardier annonce la suppression de 1 000 postes supplémentaires, la troisième vague de licenciements en à peine un an, pour faire face à la baisse de la demande en jets d'affaires.
Le 29 octobre 2015, le gouvernement du Québec a annoncé l'investissement de 1,3 milliard de dollars canadiens (1 milliard $US) dans le programme C Series, en échange d'une participation de 50 % dans ce programme, après une perte de 4,6 milliards de dollars $US au troisième trimestre 2015 chez Bombardier dû aux délais et augmentation des coûts dans ce programme. En novembre 2015, la Caisse de dépôt et placement du Québec annonce un investissement de 1,5 milliard dans les activités ferroviaires contre une participation de 30 % dans celles-ci.
En février 2016, Bombardier annonce la suppression pour les deux années à venir de 7 000 postes (10 % de sa main-d’œuvre) dont 1 300 au Royaume-Uni, situés en grande partie à Belfast où il emploie 5 300 personnes, et 2 400 au Québec. Les licenciements toucheront 3 200 salariés de la division ferroviaire, 2 500 salariés des activités d'aérostructures et des services d'ingénierie, 800 salariés de l'ingénierie et du développement de produits (aéronautique) et 500 salariés des avions d'affaires,.
En octobre 2016, Bombardier annonça une autre suppression de 7 500 emplois, soit plus de 10 % de sa main-d’œuvre, selon le plan de redressement financier sur cinq ans de l'entreprise. Les deux tiers des coupes seraient au sein de la division ferroviaire, Bombardier Transport, et le tiers dans les activités aéronautiques. Ces coupes affectèrent quelque 2 000 postes au Canada, dont 1 500 au Québec. La plupart des postes abolis sont administratifs ou non reliés directement à la production. L'effet net est amoindri par des embauches liées à des programmes en croissance comme ceux des avions C Series et Global 7000, ainsi qu'à des contrats ferroviaires majeurs comme celui des tramways de Toronto.
Bombardier a annoncé deux transactions lui permettant de récolter environ 900 millions $US le 8 novembre 2018, soit la vente de la série Q à Viking Air (300 millions $US) et le transfert de ses activités concernant la formation de techniciens et de pilotes pour ses avions d’affaires à la multinationale québécoise CAE (645 millions $US). Bombardier, qui avait déjà cédé en juin 2016, sa branche hydravions amphibies (CL-215, CL-215T et CL-415) à Viking (filiale de Longview Aviation Capital) et la CSeries à Airbus en 2017, comptait entre autres redéployer des ingénieurs vers son secteur des jets d’affaires. En même temps, la compagnie annonçait la suppression de 5 000 emplois dans le monde, dont la majorité au Canada avec 2 500 au Québec,. En juin 2019, Bombardier annonce la vente de sa série CRJ à Mitsubishi Heavy Industries pour 550 millions de dollars. En octobre 2019, Bombardier annonce la vente de sa filiale spécialisée dans les pièces détachées d'avions présente en Irlande du Nord et au Maroc pour 1 milliard de dollars à Spirit AeroSystems.
En février 2020, Airbus annonce l'acquisition de la participation restante de 25 % de Bombardier dans le programme A220, passant sa participation à 75 %, pour 591 millions de dollars canadiens. Le même mois, Alstom annonce l'acquisition des activités ferroviaires de Bombardier pour 6,2 milliards d'euros, à la suite des difficultés financières de ce dernier. Fin juillet 2020, cette acquisition est approuvée par la commission européenne à la condition qu'Alstom se sépare de son site de production de Reichshoffen en Alsace afin d'éviter une situation monopolistique.

## Principaux actionnaires
En date du 8 mars 2021
Bombardier comptait 2 128 112 189 actions subalternes de classe B en circulation et 308 735 929 actions de classe A en circulation.
| Nom de l'actionnaire         | Action de Classe A | Action de Classe A | Action de classe B | Action de classe B |
| ---------------------------- | ------------------ | ------------------ | ------------------ | ------------------ |
|                              | Nombre d'actions   | % de la classe     | Nombre d'actions   | % de la classe     |
| Janine Bombardier            | 61 973 491         | 20,07 %            | 7 110 137          | 0,33 %             |
| Claire Bombardier-Beaudoin   | 61 373 490         | 19,88 %            | 8 695 136          | 0,41 %             |
| Huguette Bombardier-Fontaine | 60 701 887         | 19,66 %            | 7 070 136          | 0,33 %             |
| J.R. André Bombardier        | 65 401 042         | 21,18 %            | 7 335 910          | 0,34 %             |
| Autres membres de la famille | 12 413 275         | 0,75 %             | 5 959 226          | n.d.               |

- Les actions de classe A comportent 10 droits de votes chacune.
- Les actions de classe B ne comportent qu'un seul droit de vote chacune.
- Les quatre membres principaux de la famille Bombardier contrôlent 48,41 % de l'ensemble des droits de vote.
- Les autres membres de la famille contrôlent 2,49 % de l'ensemble des droits de vote.

## Organisation
Le groupe est organisé en un secteur et trois sous-secteurs :
- Bombardier Aéronautique :
  - Avions d'affaires[38] ;
  - Avions commerciaux[39].
  - Aérostructures et services d'ingénierie[40].

Membres du conseil d'administration de Bombardier Inc. élus lors de l'assemblée annuelle du 6 mai 2021 :
- Pierre Beaudoin, Président du conseil d'administration ;
- Éric Martel, Président et chef de la direction ;
- Joanne Bissonnette, Administratrice de sociétés ;
- Charles Bombardier, Président de Imaginactive ;
- Diane Fontaine, V.P. RBC Dominion valeurs mobilières ;
- Diane Giard, Administratrice de sociétés ;
- Anthony R. Graham, PDG de Sumarria ;
- August W. Henningsen, Administrateur de sociétés ;
- Melinda Rogers-Hixon, V.P. du conseil, Rogers communications;
- Douglas R. Oberhelman, Administrateur de sociétés ;
- Eric Sprunk, Administrateur de sociétés ;
- Antony N. Tyler, Administrateur de sociétés.

## Activité de lobbying

### Aux États-Unis
Selon le Center for Responsive Politics, les dépenses de lobbying de Bombardier aux États-Unis s'élèvent en 2017 à 1 860 000 dollars.

### Auprès des institutions de l'Union européenne
Bombardier est inscrit depuis 2018 au registre de transparence des représentants d'intérêts auprès de la Commission européenne. Il déclare en 2018 pour cette activité des dépenses annuelles d'un montant compris entre 50 000 et 100 000 euros.

### En France
Pour l'année 2019, Bombardier déclare à la Haute Autorité pour la transparence de la vie publique exercer des activités de lobbying en France pour un montant compris entre 200 000 euros et 300 000 euros.

## Controverses

### Investissement gouvernemental
En octobre 2021, il est annoncé que l’investissement de 1,3G$ du gouvernement du Québec dans l’ex-C Series n’a plus aucune valeur comptable. En février 2022, le gouvernement annonce qu’il investira à nouveau, atteignant la somme de 380M$, dans l’ex-C Series, ce qui a été critiqué comme une mauvaise gestion des fonds publics .